# Riec-sur-Bélon
Riec-sur-Bélon è un comune francese di 4 254 abitanti situato nel dipartimento del Finistère nella regione della Bretagna.
Il territorio comunale è attraversato dal fiume Aven.

## Società

### Evoluzione demografica
Abitanti censiti